# Доливо-Добровольские
Доливо-Добровольские — русские и польские дворянские роды, герба Долива.
Восходят к XVII в. и внесены в VI и III части родословных книг Бессарабской, Подольской, Санкт-Петербургской, Костромской и Царства Польского. Именным Высочайшим указом 16 июня 1862 г. начальнику штаба войск Дагестанской области, артиллерии полковнику Виктору Яковлевичу Доливо-Добровольскому с потомством его дозволено принять фамилию и титул родственника жены его, генерал-адъютанта графа Николая Ивановича Евдокимова и именоваться потомственно графами Доливо-Добровольскими-Евдокимовыми.
- Антоний Доливо-Добровольский (1690—?)
  - Иосиф (Осип) Доливо-Добровольский (1728—?)
    - Флор Осипович (1776—1852) — тайный советник, член Совета Главного управления почт.
      - Иван Фролович (1805—1852), капитан-лейтенант флота.
        -  Михаил Иванович (1841—1881) — художник-пейзажист.

      - Иосиф (Осип) Фролович (1824—1900) — полковник лейб-гвардии Гатчинского полка (1858), действительный статский советник (1873).
        - Доливо-Добровольский, Михаил Иосифович (1861/1862) — 1919) — русский инженер-электротехник.
        - Доливо-Добровольский, Александр Иосифович (1866—1932) — живописец.
        - Доливо-Добровольский, Борис Иосифович (1873—1938) — российский морской офицер, лингвист.

## Описание герба
В верхней правой четверти золотое солнце на лазоревом поле — древний герб Волыни, где были имения Доливо-Добровольских. В верхней левой четверти на золотом поле змея, кусающая свой хвост, — символ вечности. В нижней правой четверти на червлёном поле серебряный рыцарь с поднятым мечом. В нижней левой четверти древний герб рода Долива, перевязь вправо, исполнена волнистой, на перевязи три геральдических красных розы. В центре щита золотой военный крест.
Щит увенчан шлемом с дворянской короной. В нашлемнике два чёрных орлиных крыла и серебряная рука с мечом. Слева Намёт — лазоревый с серебром, справа — золотой с красным. Герб Доливо-Добровольского внесён в Часть 10 Общего гербовника дворянских родов Всероссийской империи, стр. 151. Герб графа Доливо-Добровольского-Евдокимова внесен в Часть 12 Общего гербовника дворянских родов Всероссийской империи, стр. 25.

## Известные представители
- Доливо-Добровольский, Александр Иосифович (1866—1932), морской офицер, чиновник МИД, брат Бориса Иосифовича Доливо-Добровольского.
- Доливо-Добровольский, Михаил Иванович (1841—1881) — русский художник-пейзажист.
- Доливо-Добровольский, Михаил Осипович (1861—1919) — русский электротехник.
- Доливо-Добровольский, Северин Цезаревич (1881—1946) — генерал-майор (1920), деятель белого движения и эмиграции.
- Доливо-Добровольский, Борис Иосифович (1873—1938) — российский военный моряк, лингвист.
- Доливо-Добровольский, Флор Осипович (Флориан Иосифович; 1776—1852) — тайный советник, член Совета Главного управления почт.